# Johnny Joseph
Johnny Joseph (parfois orthographié Johny Joseph ; 1964-2009) est un journaliste, politologue et enseignant haïtien. 

## Biographie
Johnny Joseph est né le 27 septembre 1964 aux Gonaïves.
En 1983, après ses études secondaires, il entre à l'École Normale Supérieure au Département de Philosophie et Lettres et à l'INAGHEI (l'Institution nationale de gestion et des hautes études internationales), au Département de Sciences Politiques, Option Relations Internationales. En 1988, il entame des études de droit. En 1990, il fonde l'Institution secondaire Johnny Joseph.
En 1992, il part pour la France où il se spécialisa en Communication à l'Institut de journalisme Bordeaux-Aquitaine, à Bordeaux. 
Johnny Joseph fut le présentateur du journal télévisé de la Télévision nationale d'Haïti de 1988 à 1990, puis rédacteur en chef. Il fut également professeur de philosophie et de Lettres modernes, de sciences politiques et de relations publiques, il a contribué à la formation de plusieurs générations de lycéens et d'étudiants au niveau secondaire et universitaire au sein du Centre d'étude diplomatique et internationale (CEDI), à l'Académie nationale diplomatique et consulaire (ANDC), à l'Université Notre Dame, à l'Université Anacaona et à l'Université d'État d'Haïti de Port-au-Prince. 
Johnny Joseph est mort le 23 juin 2009 des suites d'un cancer à l'hôpital du Canapé-Vert de Port-au-Prince.